# Clidemia saulensis
Clidemia saulensis är en tvåhjärtbladig växtart som beskrevs av John Julius Wurdack. Clidemia saulensis ingår i släktet Clidemia och familjen Melastomataceae.
Artens utbredningsområde är Franska Guyana. Inga underarter finns listade i Catalogue of Life.